# Sharenet
ShareNet ist ein Wissensmanagementsystem der Siemens Enterprise Communications (SEN). Es wurde Anfang 1999 entworfen.
Die Erfahrung einzelner Projekte und getestete Kundenlösungsmodelle werden transparent offengelegt; dabei ist es auf Erfahrungswissen der Mitarbeiter ausgerichtet. Persönliche Meinungen, Kommentare, Praxisberichte über Vertriebsprojekte oder Testergebnisse werden hier gesammelt, strukturiert und gesichert.
Mitglieder gehören sogenannten Communities of Practice an, die Benutzergruppen unterschiedlichen Interesses abgrenzen. Die größte Community in ShareNet zählt über 17.000 Mitglieder.

## Aufbau

### Wissensobjekte
Wissensobjekte werden angelegt, um strukturiert Informationen über Kunden, Konkurrenten oder Projekte abzulegen. Jedes Objekt wird durch eine Anzahl von Fragen beschrieben. Wissensobjekte können untereinander verlinkt werden. Um das Wiederfinden von Informationen zu erleichtern, werden Objekte in Kategorien, nach denen später gesucht werden kann, eingeordnet.

### Reuse Feedback
Die Mitglieder können ein Feedback zu den vorgeschlagenen Verfahren abgeben.

### Urgent Requests
Alle Mitglieder können Urgent Requests (dringende Anfragen) stellen, die dann von anderen Mitgliedern auf der ganzen Welt gelöst werden.

### Kommunikation
Die Kommunikation erfolgt über 60 Diskussionsforen, Nachrichtenticker und Fragebögen.

## Prämiensysteme
Neben den intrinsischen Werten für einen Austausch bietet Sharenet noch materielle Anreize zum Austausch. Diese sind hauptsächlich Bildung (Teilnahme an Konferenzen und Seminaren, Fachliteratur, Sprachkurse).

## Hierarchie
Eine Landesniederlassung hat mindestens einen ShareNet Manager, er hat die Aufgabe eines Multiplikators.
Über ihm steht der Global Editor. Er ist primärer Ansprechpartner und Koordinator für die lokalen ShareNet Manager und verantwortlich für den Bewertungsprozess der Qualität der veröffentlichten Inhalte.

## Technologie
ShareNet wurde von ArsDigita Deutschland GmbH auf Basis von ArsDigita Community System (ACS) bzw. OpenACS entwickelt.
Im Jahr 2005 wurde das System ShareNet bei Siemens COM durch das Produkt Livelink von Open Text abgelöst.